# 王蔚文
王蔚文（1888年？月？日—？年？月？日），字蔭承，浙江省上虞縣人，宣統二年工科進士，曾留學日本成城學校。

## 生平
宣統二年(1910年)九月二日，內閣奉上諭：王蔚文著賞給工科進士。
宣統三年(1911年)，授職翰林院檢討。
民國6年（1917年）9月8日，派交通部交通研究會會員 。
民國6年（1917年）12月20日，派充交通部鐵路技術委員會會員 。
民國12年（1923年）4月30日，署交通部僉事 。
民國13年（1924年）4月30日，任交通部僉事 。
民國14年（1925年）1月31日，派交通部技正 。
民國14年（1925年）2月8日，任交通部技正 。
民國14年（1925年）9月1日，派充交通史編纂委員會纂修 。
民國16年（1927年）8月25日，任交通部技正 。